# Korstågstid

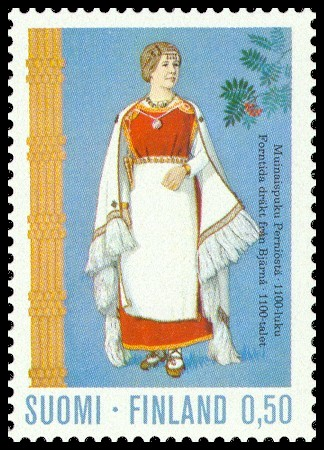
Finländskt frimärke med en rekonstruktion av en kvinnodräkt från korstågstid, baserad på fynd från Bjärnå i västra Finland, 1100-tal.

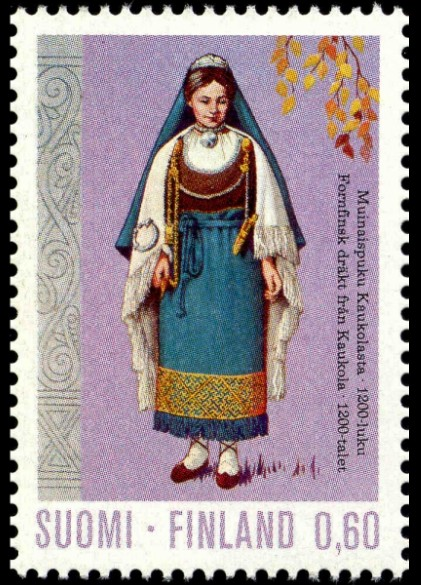
Finländskt frimärke med en rekonstruktion av en kvinnodräkt från korstågstid, baserad på fynd från Kaukola på Karelska näset i nuvarande Ryssland, 1200-tal.

Korstågstid (finska: ristiretkiaika) är i finländsk historieskrivning en beteckning för den för Finlands vidkommande unika tidsperiod som ligger mellan vikingatiden och medeltiden. Den omfattar ungefärligen åren 1000–1150 (Erik den heliges påstådda korståg 1155 brukar räknas som en slutpunkt) i västra Finland, respektive 1000–1300 på Karelska näset. Under perioden övergår befolkningen till kristendomen, vilket avspeglas i förändringar i gravskicket, bland annat upphör man med gravgåvor. 
De huvudsakliga bosättningsområdena är liksom tidigare kusten i sydväst, vid Kumo älv, Tavastland och Karelen. Under perioden ökar även bosättningarna i Savolax i antal.
Dräktskicket visar på en kontinuitet från tidigare perioder.  I västra Finland används ringspännen som parspännen i kvinnodräkten; i de östra delarna används spetsovala spännbucklor. 

## Kritik
Beteckningen "korstågstid" är inte oproblematisk, bland annat då påvens uppmaning till korståg är från 1147. En lämpligare beteckning kunde vara tidig kristen tid.